# Horlooghiin Cioibalsan
Horlooghiin Cioibalsan (în mongolă Хорлоогийн Чойбалсан; n. 8 februarie 1895, Mongolia – d. 26 ianuarie 1952, Ulaanbaatar, Republica Populară Mongolă) a fost conducătorul comunist al Mongoliei, din deceniul al patrulea până în momentul morții sale. Preumele său mai este redat ca „Horloogiyn” sau „Khorloogiyn”, iar „Choybalsan” (sau „Choibalsan”) este o alternativă frecventă pentru Cioibalsan. 
A fost, concomitent, șeful statului (Prim-secretar al Micului Hural al Statului, 1929 - 1930) și al guvernului (Prim-secretar al Sovietului Comisarilor Poporului, 1939 - 1952), dominând universul politic al țării. Este desemnat, ocazional, cu gradul militar de mareșal.
Cioibalsan a fost un discipol al liderului sovietic Iosif Stalin, încercând să întreacă în mai multe privințe politica acestuia. Cioibalsan a ajuns la putere cu sprijin sovietic, rezultat al nemulțumirii lui Stalin privind acțiunile liderului comunist mongol Peljidiin Genden. Genden, printre altele, redusese aplicarea economiei planificate, refuzase să-și dea acordul pentru amplasarea de baze militare sovietice pe teritoriul Mongoliei și respinsese ordinul lui Stalin pentru „lichidarea” călugărilor budiști. Atunci când Stalin a sporit presiunile exercitate asupra Mongoliei, Genden l-a acuzat de imperialism. În 1936 Genden a fost înlăturat de la conducere, fiind, în scurt timp, arestat și apoi ucis. Cioibalsan, dispus să urmeze fără discuții dispozițiile lui Stalin, a ajuns la putere.
Regimul lui Cioibalsan este privit, în general, drept cel mai tiranic din istoria recentă a Mongoliei. Sub Cioibalsan au avut loc multe epurări ale „dușmanilor poporului”. Acestea erau centrate pe personalități din domeniul religios, pe fosta aristocrație, ca și pe disidenții politici. Estimările privind numărul oamenilor uciși variază considerabil, dar sunt, în majoritate, substanțiale. Cioibalsan a fost, de asemenea, centrul unui cult al personalității, modelat în forma celui stalinist. În paralel, în cursul exercitării puterii de către Cioibalsan, au avut loc îmbunătățiri notabile în infrastructura țării - drumuri și rețele de comunicații au fost realizate cu ajutor sovietic, și au fost întreprinse măsuri în vederea îmbunătățirii ratei de alfabetizare.
Cioibalsan a ocupat funcția de premier până la moartea sa, din 26 ianuarie1952. Percepția imaginii lui în Mongolia de astăzi este neclară; mulți îl consideră încă un erou al mongolilor, dar, pentru criticii săi, acesta este doar rezultatul propagandei și al cultului personalității. Unii mongoli cred despre Cioibalsan că ar fi fost doar o marionetă a lui Stalin, fără posibilitatea de a acționa de unul singur. Unii adepți de-ai lui Cioibalsan pretind că acesta ar fi protestat față de anumite elemente ale politicii lui Stalin în privința Mongoliei, și chiar că l-ar fi lovit pe Stalin peste obraz, în timpul unei ceremonii oficiale la Moscova, spărgându-i faimoasa pipă - eveniment pe care îl leagă de moartea lui Cioibalsan în URSS. La rândul său, chiar partidul lui Cioibalsan, Partidul Revoluționar al Poporului Mongol, a introdus, în 1956, o critică a "erorilor" sale, incluzând impunerea cultului personalității. Astăzi, partidul admite că Cioibalsan a fost un tiran, dar pretinde a fi fost victimizat în aceeași măsură cu alți mongoli — mulți membri, în special dintre partizanii lui Genden, au fost epurați pe parcursul conducerii sale.